# 武豐町
武豐町（日语：／ Taketoyo chō */?）是位於日本愛知縣知多半島西側的行政區劃。東側鄰衣浦灣，沿海區域屬於衣浦港，也因此該區域內多為工業區，捷熱所屬的武豐火力發電廠和大阪瓦斯旗下的中山名古屋共同發電名古屋發電廠都位於此。
「武豐」之名源自於1889年日本實施町村制時，當時的長尾村與大足村規畫整併為一村，分別自兩村的氏神「武雄神社」及「豐石神社」各取首字組合而成。

## 人口
| 武豐町人口分布圖 |                                               |  |
| 武豐町與日本全國年齡別人口分布比較圖 （2005年資料） | 武豐町的年齡、男女別人口分布圖 （2005年資料） |  |
| ■紫色是武豐町 ■綠色是全国 | ■藍色是男性 ■紅色是女性                       |  |
| 武豐町人口變化 \| 1970年 \| 25,575人 \| \| \| 1975年 \| 30,254人 \| \| \| 1980年 \| 33,924人 \| \| \| 1985年 \| 36,381人 \| \| \| 1990年 \| 38,105人 \| \| \| 1995年 \| 38,153人 \| \| \| 2000年 \| 39,993人 \| \| \| 2005年 \| 40,981人 \| \| \| 2010年 \| 42,408人 \| \| \| 2015年 \| 42,473人 \| \| \| 2020年 \| 43,535人 \| \| |                                               |  |
| 資料來源：日本總務省統計中心提供之人口普查數據 |                                               |  |
| 1970年 | 25,575人                                      |  |
| 1975年 | 30,254人                                      |  |
| 1980年 | 33,924人                                      |  |
| 1985年 | 36,381人                                      |  |
| 1990年 | 38,105人                                      |  |
| 1995年 | 38,153人                                      |  |
| 2000年 | 39,993人                                      |  |
| 2005年 | 40,981人                                      |  |
| 2010年 | 42,408人                                      |  |
| 2015年 | 42,473人                                      |  |
| 2020年 | 43,535人                                      |  |

## 歷史
在令制國時代本地屬於尾張國知多郡，17世紀進入江戶時代後，本地成為尾張藩尾張德川家的領地；直到19世紀末明治維新實施廢藩置縣後，改隸屬名古屋縣，在1871年的第一次府縣整併時，隨著知多郡被劃入新設立的額田縣，不過在隔年即被整併至愛知縣。
1889年日本實施町村制，現在的武豐町在當時分屬位於北半部的武豐村及位於南半部的富貴村；北部的武豐村在1891年升格改制為武豐町，之後在1955年在整併為現在的武豐町。

### 變遷表
| 1889年10月1日 | 1889年 - 1944年            | 1945年 - 1954年            | 1955年 - 1989年            | 1989年 - 現在              | 現在                       |
| ------------- | -------------------------- | -------------------------- | -------------------------- | -------------------------- | -------------------------- |
| 富貴村        | 富貴村                     | 1954年10月5日 合併為武豐町 | 1954年10月5日 合併為武豐町 | 1954年10月5日 合併為武豐町 | 1954年10月5日 合併為武豐町 |
| 武豐村        | 1891年2月17日 改制為武豐町 | 1954年10月5日 合併為武豐町 | 1954年10月5日 合併為武豐町 | 1954年10月5日 合併為武豐町 | 1954年10月5日 合併為武豐町 |

## 交通

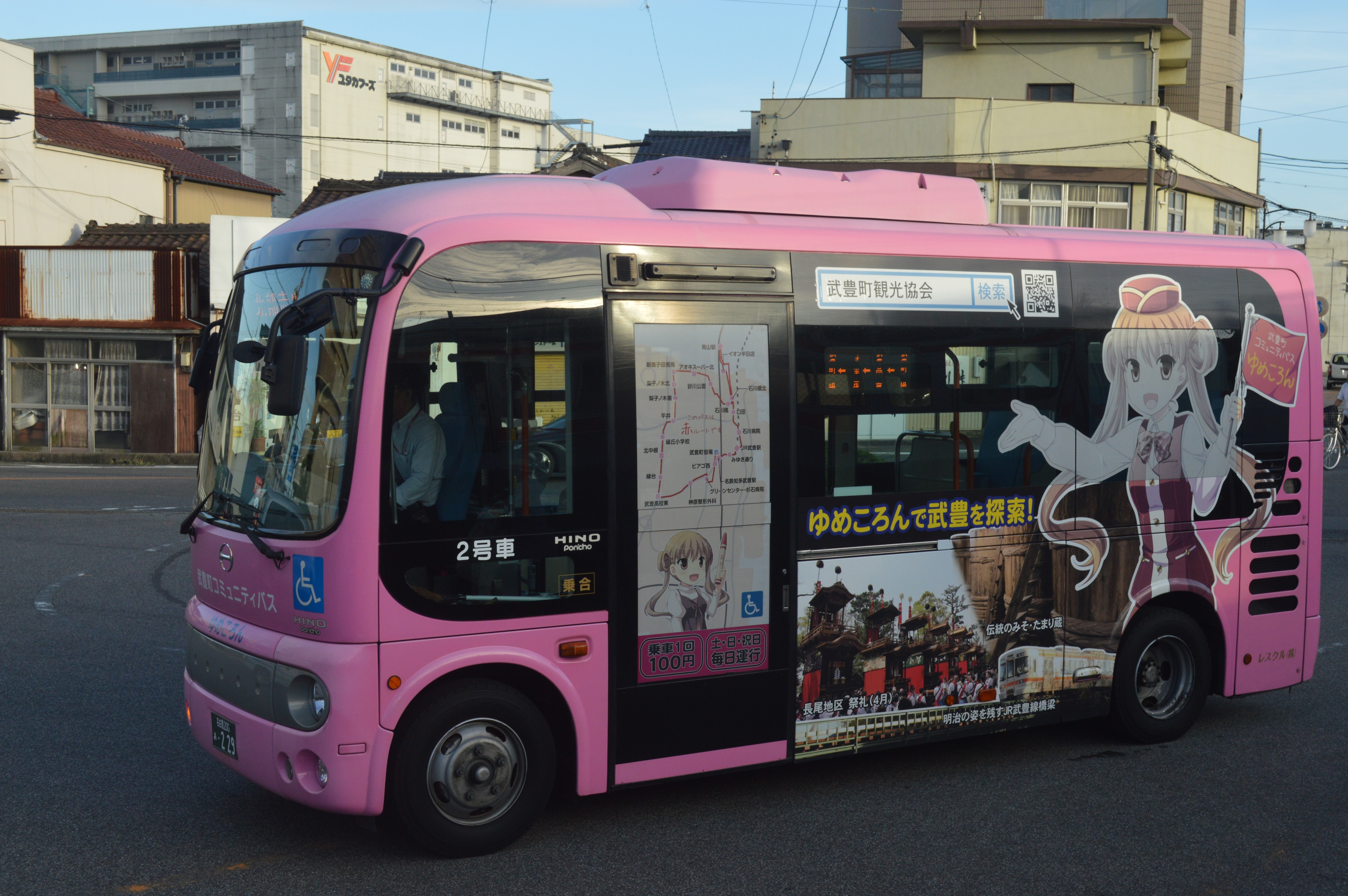
武豐町社區巴士

東海旅客鐵道的武豐線和名古屋鐵道的河和線都是自北側的半田市進入武豐町的主要市區，在市區中分別設有武豐車站和知多武豐車站，兩個車站之間步行約距離700公尺；自此利用兩條鐵路前往名古屋車站都有可直接抵達的列車，約需50分鐘。其中名古屋鐵道河和線可繼續往南延伸至美濱町東側主要市區的河和車站，也可透過知多新線經美濱町西側再往南抵達南知多町的內海車站。
貫穿知多半島南部的南知多道路自武豐町的西部通過，並在主要市區的西側設有武豐交流道，往北可直接接入知多半島道路及名古屋高速道路的路網，開車約可在一小時內抵達名古屋市區。
町內的客運路線僅有武豐町社區巴士的紅線及藍線兩條路線，兩條路線以知多武豐車站及武豐町公所為轉乘中心，分別負責武豐町的北部及南部區域；此外常滑市政府開設的社區巴士，也有一條自常滑車站至知多武豐車站的路線。

### 鐵路
- 東海旅客鐵道
  - 武豐線：（←半田市） - 武豐車站
- 名古屋鐵道
  - 河和線：（←半田市） - 上車站 - 知多武豐車站 - 富貴車站 - （美濱町）
  - 知多新線：富貴車站 - 別曾池信號場（日语：別曽池信号場） - （常滑市→）

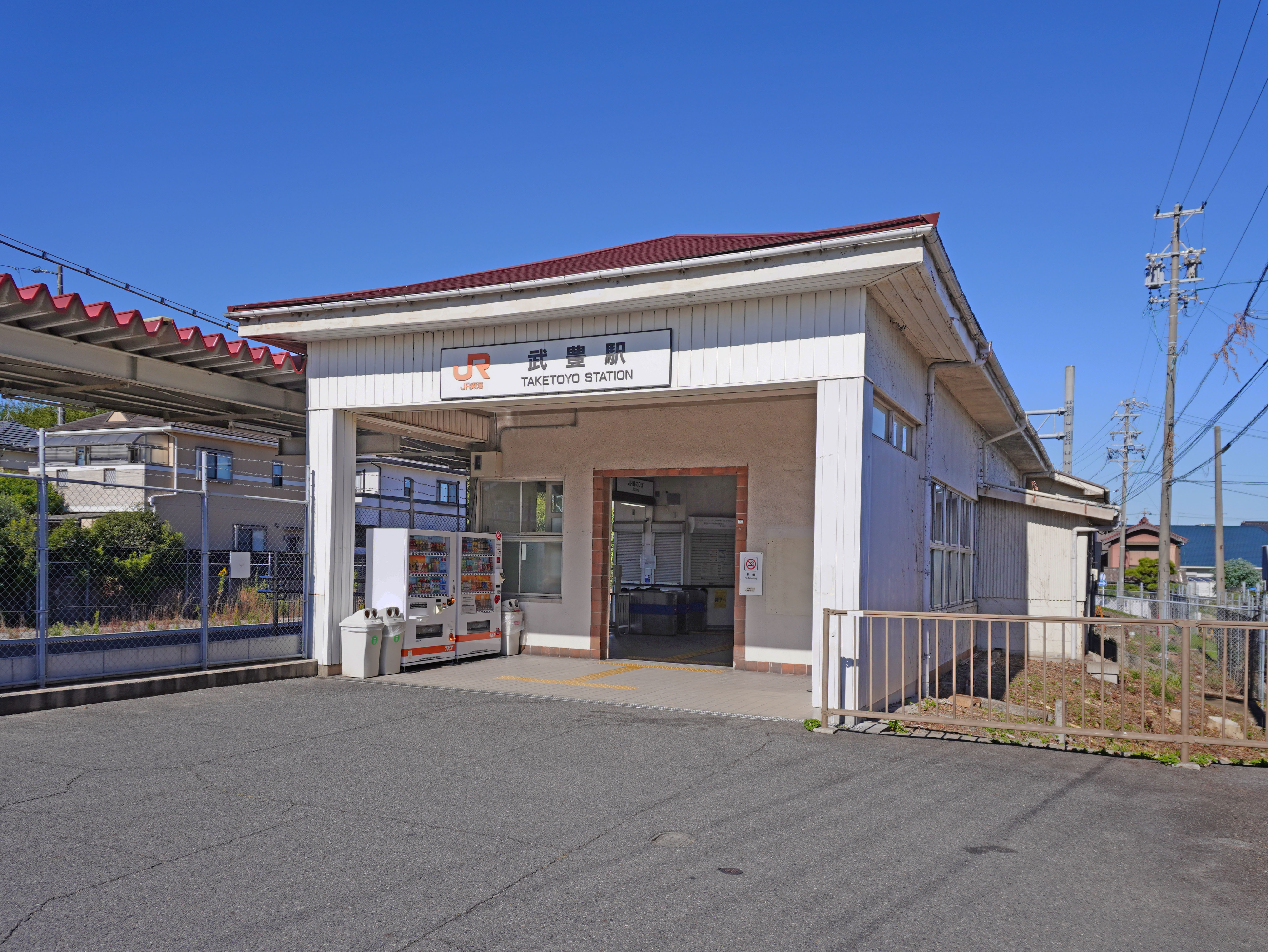
武豐車站
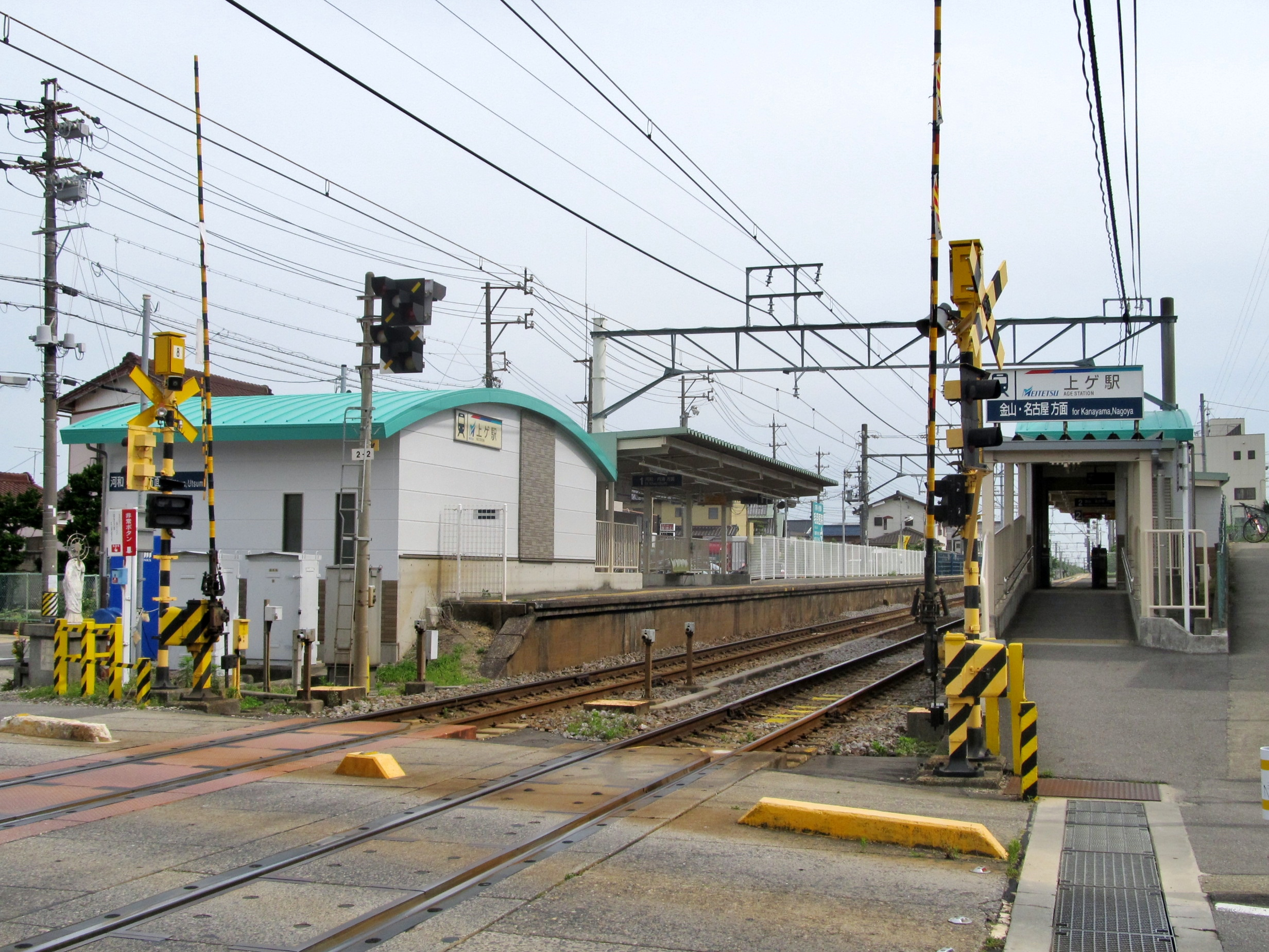
上車站
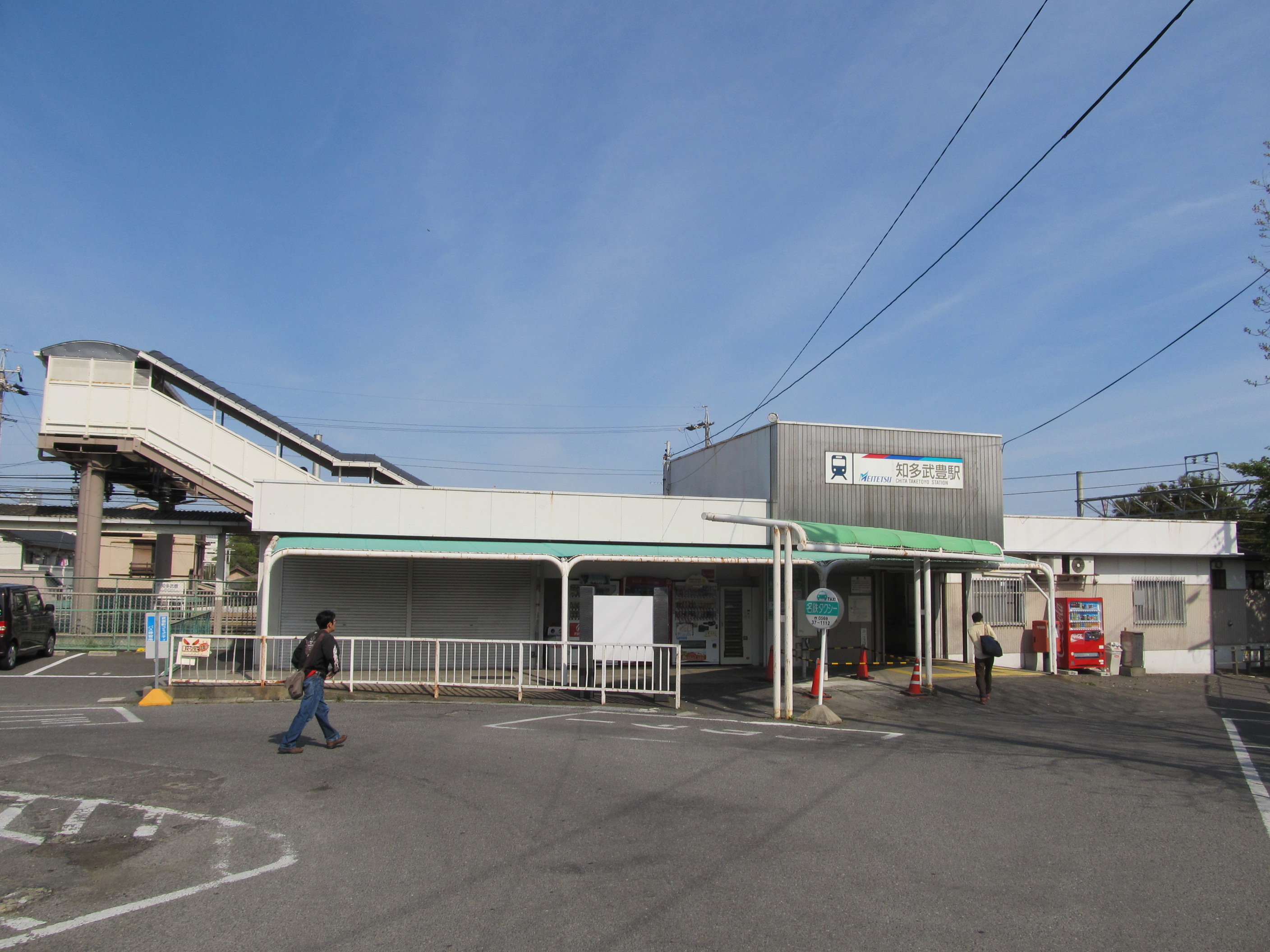
知多武豐車站
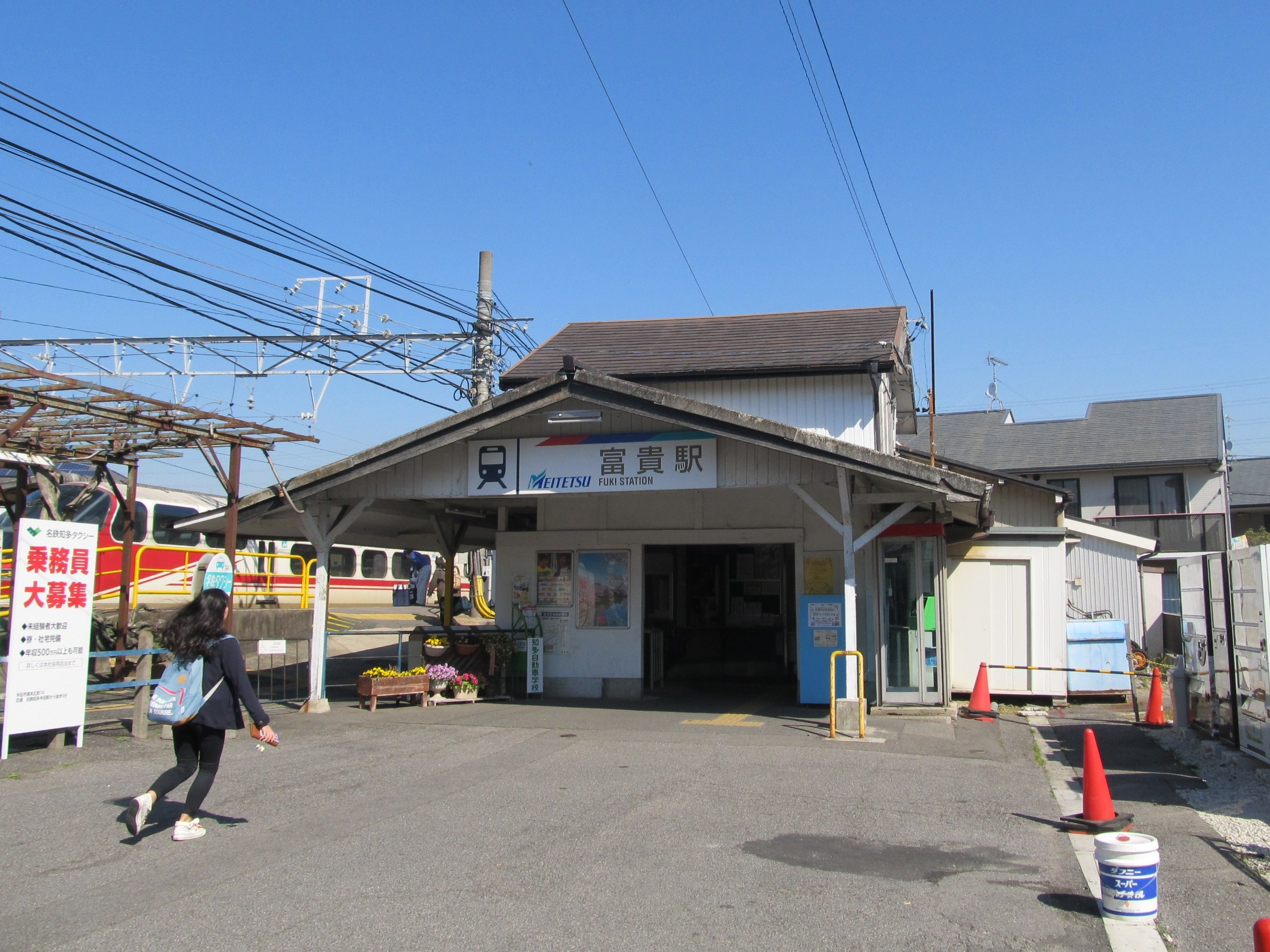
富貴車站

### 公路
快速道路
- 南知多道路（日语：南知多道路）：（半田市） - 武豐交流道（日语：武豊インターチェンジ） - （常滑市）

## 觀光資源
位於市區中的中定商店為19世紀末開始生產味噌、醬油等釀造食品的廠商，其在1910年代至1920年代期間陸續建造的釀造廠房－大五藏、昭二藏、昭三藏被妥善維護至今，並在2016年被日本政府列入登錄有形文化財，其中大武藏現在也作為「醸造傳承館」，陳列關於中定商店的歷史資料及釀造相關的文物。
過去鐵路武豐線貨物支線終點站的武豐港車站雖然已在1965年停止使用，車站內的「直角二線式」的轉車盤在1990年代被發現仍完整的保存下來，因此在2000年代重新整理過後對外開放，於2009年也被日本政府列入登錄有形文化財。

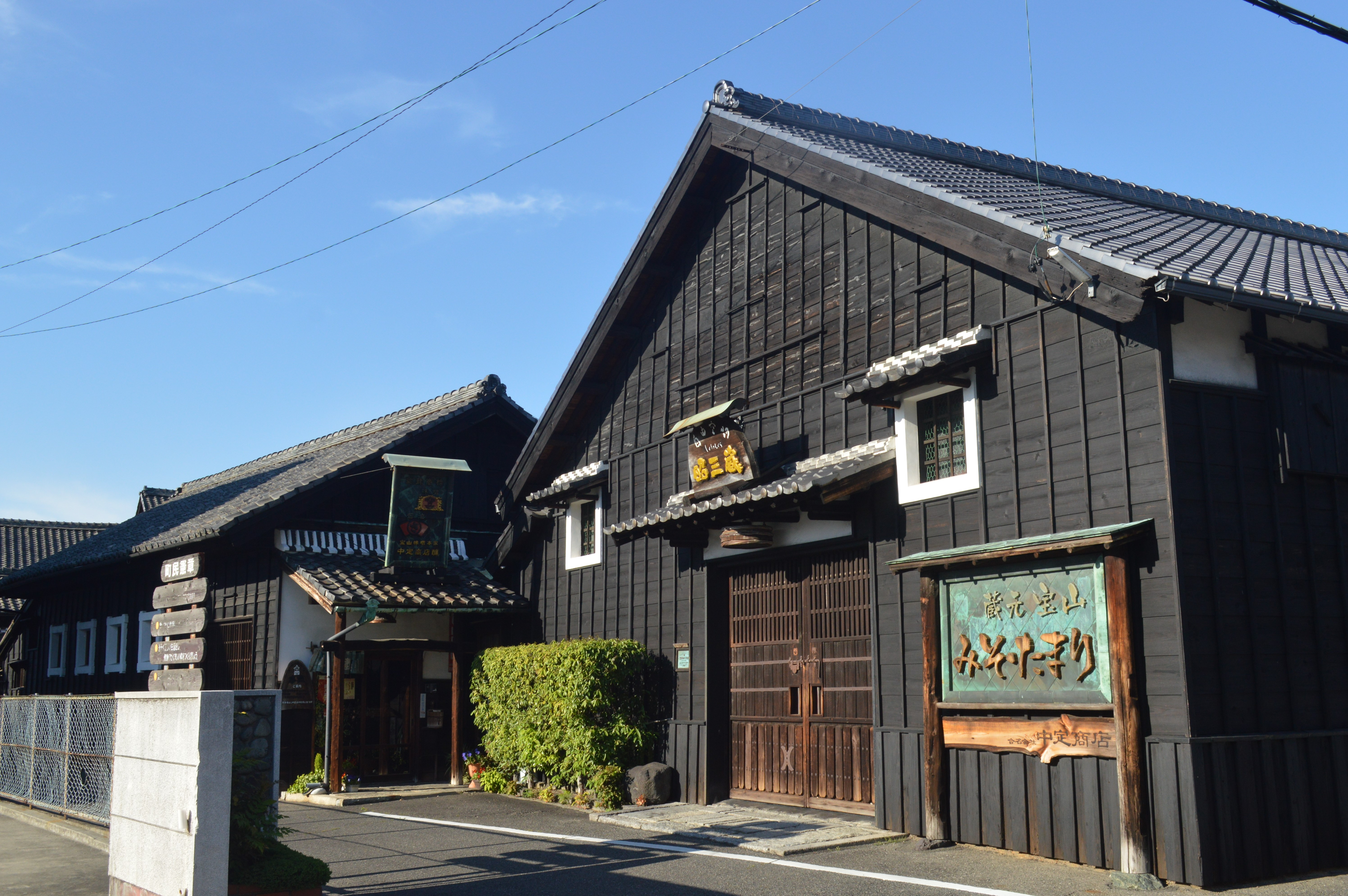
中定商店昭三藏
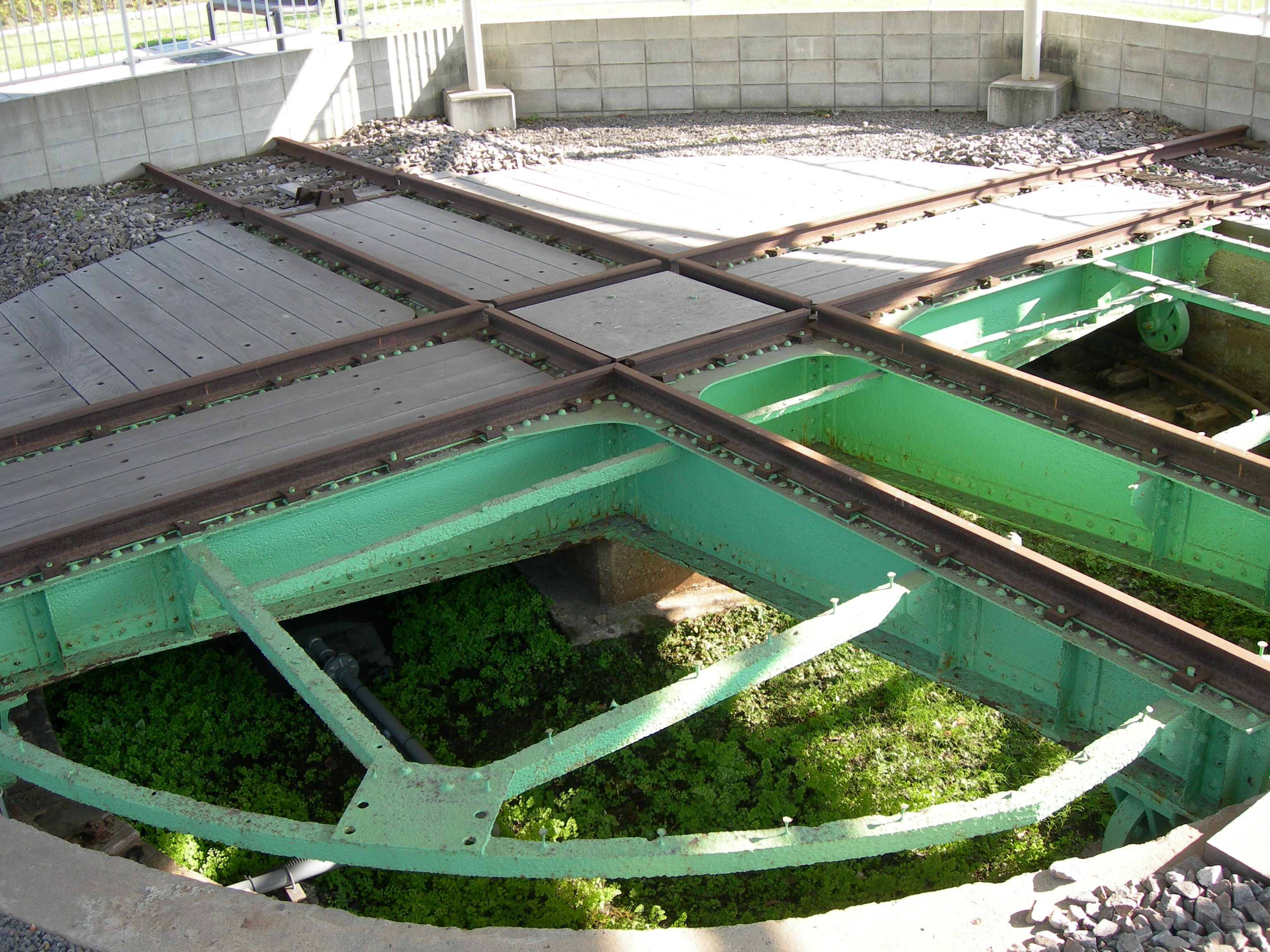
舊國鐵武豐港車站轉車盤

## 外部連結
- （日語） 武豐町的X（前Twitter）
- （日語） 武豐町的Instagram帳戶
- （日語） YouTube上的武豐町公所頻道
- （日語） 武豐町觀光協會 （页面存档备份，存于）
- （日語） 武豐町觀光協會的Facebook專頁